# بييترو أركاري
بييترو أركاري (بالإيطالية: Pietro Arcari) ، (كاسال بسترلينغو، 2 ديسمبر 1909) (8 فبراير 1988)، لاعب كرة قدم إيطالي سابق.
لعب مع إيه سي ميلان ستة مواسم سجل خلالها 65 هدفا .

## روابط خارجية
- بييترو أركاري على موقع Soccerway.com (الإنجليزية)
- بييترو أركاري على موقع عالم كرة القدم.نت (الإنجليزية)